# Cestovni Ostružnički most u Beogradu
Cestovni Ostružnički most jedan je od mostova u glavnom gradu Republike Srbije Beogradu. Proteže se preko rijeke Save, a povezuje gradsku općinu Čukarica s prigradskom općinom Surčin.

## Povijest
Izgradnja mosta počela je 1990. i trajala je sve do 1998. godine. Objekt je srušen tijekom NATO-ova bombardiranja SRJ 1999. godine, da bi do 2004. godine bio potpuno obnovljen. U promet je pušten 2006. godine. Radove je izvela tvrtka Mostogradnja.

## Tehničke karakteristike
Ukupna duljina mosta iznosi 1.785 m, a najveći je raspon 198 m. U prometnom pogledu predstavlja važnu točku na Beogradskoj obilaznici.